# Funke (Karneval)

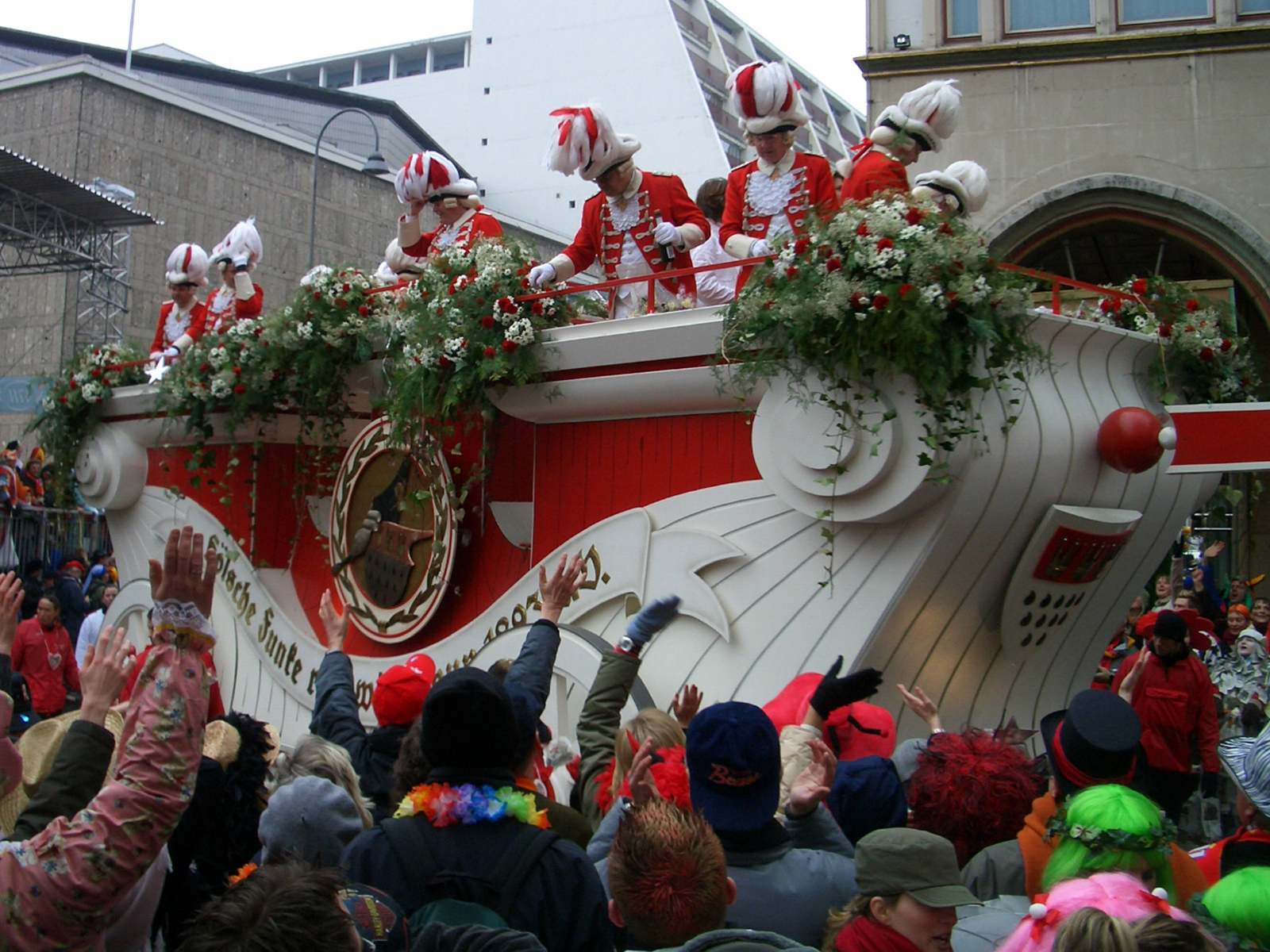
Rote Funken

Der Funke ist neben Prinz, Möhnen, Amazone u. a. ein weiterer Typus von Akteuren im rheinischen Karneval. Er tritt im Allgemeinen zu mehreren auf. Mehrere Funken bilden einen Knubbel. In etlichen Orten gibt es Funkencorps – als selbständige Vereine oder als Abteilungen von Karnevalsgesellschaften. Funken tragen verzierte Uniformen in auffälligen Farben und mit militärischen Anklängen. Das Militärische im Auftreten wird persifliert.

## Historische Herleitung
Die Funken waren die alten Kölner Stadtsoldaten bis zum Einmarsch der Franzosen 1794. Sie hatten rote Westen und weiße Hosen. Der erste Karnevalsverein, der zu preußischer Zeit eine karnevalistische Garde aufstellte, waren die Kölner Rote Funken von 1823.
Grimms Deutsches Wörterbuch führt außer den Kölner Stadtsoldaten auch noch die Bedeutung Funk / Fink als liederlicher, böser Mensch auf (Schmutzfink ist heute noch gebräuchlich). Nach der Beschreibung der Kölner Stadtsoldaten ist diese Deutung für die Namen der Truppe auch möglich.